# 賀伯特·賴尼爾·阿道弗斯·哈特
賀伯特·賴尼爾·阿道弗斯·哈特（英語：Herbert Lionel Adolphus Hart，1907年－1992年），一般簡稱為「H·L·A·哈特」（H. L. A. Hart）是20世纪最重要的法律哲学家之一。他是《法律的概念》（The Concept of Law）一书的作者，切爾滕納姆學院畢業後，入牛津大學新學院學習古典學，並在1929年以優異成績結業。曾任牛津大学法学教授，法实证主义的代表人物，二战期间曾在英军情报部门工作。哈特在分析哲学框架内发展了一套精深法律实证主义理论。曾先后和富勒、德富林、德沃金展开过著名的辩论。哈特的贡献在于以语言分析哲学为基础，重新挽救了在二战后饱受批评的法实证主义，其两位学生約瑟夫·拉茲与尼尔·麦考米克亦是法实证主义的代表人物。

## 外部連結
- 哈特《法律的概念》（The Concept of Law） （页面存档备份，存于），中研院許家馨助研究員導讀

1. ↑  Legal Positivism (Stanford Encyclopedia of Philosophy)